# Knut Håkonsson
Knut Håkonsson (även känd som Knut jarl och junker Knut), född omkring 1208, död 1261, var en svensk-norsk storman, som var norsk tronpretendent, upprorskung och sedermera jarl. Han var son till Håkon Galen och Kristina Nilsdotter (Blake), samt svärson till Skule Bårdsson. Knuts mor var svenska, och efter faderns död 1214 växte han upp i Götaland. Modern gifte om sig med Eskil Magnusson.
Knut anmälde sig med arvskrav på Norge efter kung Inge Bårdssons död, men riksmötet i Bergen 1223 avvisade dem. År 1226 blev han tagen till norsk kung efter Sigurd Ribbung av upprorspartiet Ribbungarna, och Knut kontrollerade stora delar av Opplanden, Romerike, Oslo och Viken. Han hade emellertid liten militär framgång och måste 1227 söka förlikning med jarl Skule Bårdsson och kung Håkon Håkonsson. Knut avstod från kungatiteln och fick vissa delar av Norge samt gifte sig med jarl Skules dotter Ingrid. När hon dog vintern 1232/1233 valde Knut Håkons sida i konflikten mellan jarl Skule och kung Håkon. Knut tog emot jarlsnamn av honom och blev Håkons militäre ledare på Østlandet - åter utan framgång.
Han var Norges tredje siste jarl, och den siste som verkligen representerade det gamla jarladömet. Knut jarl blev räknad som en av rikets främsta män, men ser inte ut att ha haft något särskilt politiskt inflytande.